# Royaume de Ndongo
 (mai 2021).
Si vous disposez d'ouvrages ou d'articles de référence ou si vous connaissez des sites web de qualité traitant du thème abordé ici, merci de compléter l'article en donnant les références utiles à sa vérifiabilité et en les liant à la section « Notes et références ».
XIVe siècle – 1683
Entités suivantes :
- Angola portugais

Le royaume de Ndongo (Dongo, Andongo) est un État du début des temps modernes (vers 1300-1657) situé dans l'actuel Angola. Ses premières mentions remontent au XVIe siècle, en tant qu'État vassal du royaume du Kongo. Son roi portait le titre de Ngola, qui a donné le nom de l'Angola. Sa capitale était Kabasa (Caculo Cabaça (pt)), sur les hauts plateaux près de l'actuelle Ndalantando.
Les traditions orales du royaume ont été recueillies à la fin du XVIe siècle par le jésuite Baltasar Barreira (1538-1612), qui désigne le fondateur du royaume sous le nom de Ngola Kiluanje kia Samba ou Ngola Inene, originaire du Kongo et chef d'un groupe de langue kimbundu.

## Structure sociale et politique
La région dont les habitants parlent kimbundu est connue sous le nom de pays Mbundu et divisée en 736 unités politiques gouvernées par des sobas. Les sobas et leurs territoires (appelés murinda) sont des groupes compacts de villages (senzala ou libatas probablement dérivés du kikongo divata) autour d'une petite ville centrale (mbanza).
Ces unités politiques sont souvent regroupées dans des unités plus grandes appelées kanda et, quelquefois, en provinces. De plus grands royaumes ont pu émerger de ces regroupements auparavant mais ils ont été annexés par le Ndongo.
Le roi et les chefs provinciaux gouvernent avec l'assistance d'un conseil de nobles puissants, les macota, et disposent d'une administration gérée par le tendala, une figure judiciaire, et le ngolambole, un leader militaire.
La société est constituée des ana murinda ("enfants du murinda") ou hommes libres, des ijiko ou serfs rattachés à une terre par leur naissance et des abika, esclaves pouvant être vendus librement.

## Naissance et développement
Le royaume du Ndongo était, tout comme d'autres entités politiques, tributaire du royaume du Kongo. En 1518, il établit une ambassade au Portugal, demandant l'envoi de missionnaires et la reconnaissance de son indépendance du Kongo. Peu dupe des aspirations spirituelles du ngola, une mission portugaise débarque au Ndongo en 1520 mais des conflits locaux et la résistance du Kongo forcent les Portugais à quitter la région. Alphonse Ier du Kongo emmène des missionnaires au Kongo et laisse son propre prêtre au Ndongo.
Autour de 1556, le Ndongo envoye une nouvelle mission au Portugal, demandant une assistance militaire et offrant de baptiser ses sujets. Cette deuxième mission, dirigée par Paulo Dias de Novais et composée de plusieurs prêtres jésuites, dont Francisco de Gouveia parvient à l'embouchure du Kwanza en 1560. C'est un nouvel échec et Dias de Novais retourne au Portugal en 1564, laissant toutefois de Gouveia sur place.

## Colonisation portugaise
Lors d'une troisième mission, en 1571, le roi du Portugal Sébastien Ier charge Dias de Novais de conquérir et soumettre le « royaume d'Angola », l'autorisant à gouverner la région, à y apporter des colons et y construire des forts. Dias de Novais arrive à Luanda à l'invitation du roi du Kongo Alvare Ier en récompense pour l'aide du Portugal contre les Jagas. Incapable de conquérir des territoires avec ses propres forces, Dias de Novais conclut des alliances tant avec le Kongo qu'avec le Ndongo.

### Première guerre Portugal-Ndongo
En 1579, des commerçants portugais établis au Kongo, représentés par Francisco Barbuda, avertissent le roi Njinga Ngola Kilombo kia Kasenda que le Portugal a l'intention d'envahir son pays. Fort de ces informations, ce dernier prend les armées portugaises en embuscade et les massacre dans sa capitale.
La guerre qui suit voit l'invasion du Kongo défaite de justesse en 1580 et une offensive portugaise sur le Kwanza, aboutissant à la construction d'un fort à Massangano en 1582. Un certain nombre de sobas prêtent allégeance au Portugal et la colonie annexe rapidement plusieurs provinces côtières. 
En 1590, le Portugal décide d'attaquer le Ndongo et envoye une armée contre Kabasa lui-même. Ce dernier vient toutefois de conclure une alliance avec le Matamba voisin et les forces portugaises sont écrasées. Le Ndongo lançe une contre-offensive et reprend le contrôle de nombreux sobas. Mais le Portugal parvient à retenir la plus grande partie du territoire conquis et, en 1599, s'entend avec le Ndongo pour formaliser leurs frontières.

### Période Imbalanga
Au début du XVIIe siècle, une paix relative mais instable s'installe entre le Ndongo et le Portugal. Le Portugal poursuit son expansion le long du Kwanza, fondant le presidio de Cambambe en 1602 et tente de s'impliquer dans la politique ndongo, en particulier concernant le pouvoir précaire que ce dernier détient sur Kisama et d'autres territoires au sud du Kwanza. À cette occasion, il entre en contact avec les imbangalas, un groupe nomade se livrant à de fréquents pillages dans la région. En 1615, le gouverneur temporaire de l'Angola, Bento Banha Cardoso, encourage certains imbangala à traverser le fleuve et entrer au service du Portugal et, avec leur aide, étend la colonie le long du Lukala, au nord du Ndongo.
En 1617, le nouveau gouverneur, Luis Mendes de Vasconcellos (1542-1623), après avoir initialement refusé de faire appel à des troupes imbangala, renouvelle l'alliance et lance des campagnes agressives contre le Ndongo. Il parvient à envahir le royaume, saccage sa capitale et force le ngola Mbandi à se réfugier sur l'île de Kindonga, sur le Kwanza. Des milliers de sujets du Ndongo sont faits prisonniers et envoyés en esclavage vers les colonies portugaises en Amérique. Mendes de Vasconcelos tente sans succès de créer un gouvernement fantôme à la solde du Portugal.
Son successeur, Joao Correia de Sousa, tente de faire la paix avec le Ndongo et, en 1621, le ngola Mbandi envoye sa sœur Nzinga à Luanda pour négocier en son nom. Elle convient d'un traité de paix par lequel le Portugal accepte de quitter fort d'Ambaca sur le Lukala, qui a servi d'avant-poste pour envahir le Ndongo, de rendre un grand nombre d'ijokos prisonniers au Ndongo et de forcer les groupes imbangala, toujours actifs dans le royaume, à s'en retirer. En échange, le ngola Mbandi quitte l'île pour se retirer dans sa capitale et fait allégeance au Portugal, à qui il livre un tribut de 100 esclaves par an.
Cependant, de Sousa s'engage dans une guerre désastreuse contre le Kongo et se voit expulsé de la colonie. Son successeur temporaire se montre incapable de mettre en œuvre le traité et le dossier est dévolu au nouveau gouverneur, Fernão de Sousa, dès son arrivée en 1624.

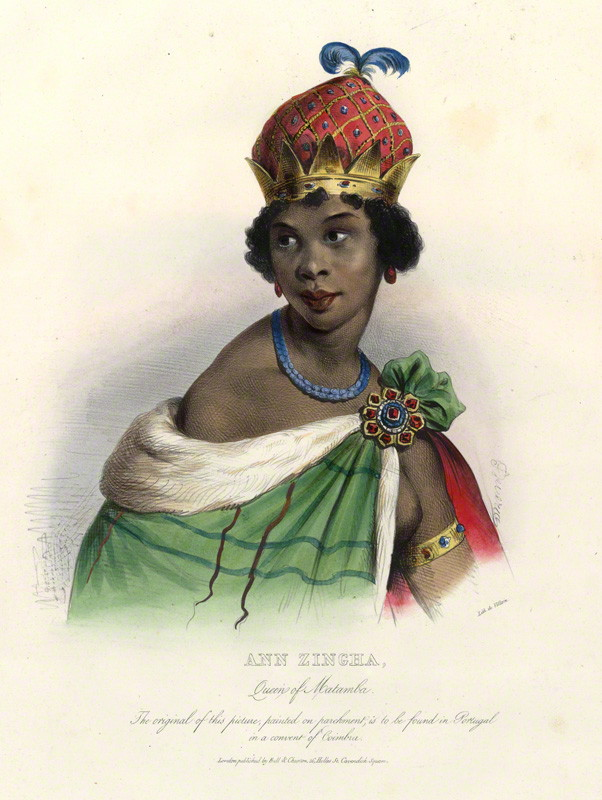
La reine Nzinga.

### Ascension de la reine Nzinga
L'échec du Portugal à honorer son traité a raison de la popularité du ngola Mbandi, qui finit par se suicider et laisse le pays aux mains de sa sœur, régente pendant la minorité de son fils, alors sous la garde du leader imbangala Kaza, qui a entre-temps quitté la sphère d'influence portugaise et rejoint le Ndongo. Nzinga n'assure la régence que pendant une brève période, fait tuer le prince héritier et lui succéde sur le trône.
Le père Giovanni profite de cette occasion pour reprendre les négociations avec Nzinga, dont il remet en question la légitimité. Il refuse de rendre les ijikos captifs et exige que cette dernière reconnaisse d'abord la souveraineté du Portugal. Elle s'y est préparée mais refuse toutefois de quitter l'île avant d'être pleinement investie de ses pouvoirs et de récupérer les ijikos. Lorsque le Portugal refuse, Nzinga les incite à s'enfuir pour entrer à son service. Cette dispute débouche sur une guerre en 1626 et l'armée de Sousa parvient à déloger Nzinga de Kidonga mais pas à la capturer.
Sousa se sent suffisamment confiant pour déclarer en 1626 que Nzinga a été renversée et convaincre quelques sobas qui l'avaient soutenue d'élire Hari a Kiluanji, seigneur de la forteresse rocheuse de Mpungo a Ndongo (en), comme nouveau roi. Il meurt toutefois au cours de l'épidémie de variole qui suit la guerre et est remplacé par Filipe Hari a Ngola.
Nzinga refuse de reconnaître ce dernier, alléguant qu'il est de descendance esclave et non éligible à régner. Elle réoccupe Kindonga et se met à mobiliser tous les sobas opposé à Hari et aux Portugais, menant à une deuxième guerre contre le Portugal. L'armée de Sousa bat à nouveau Nzinga en 1628, la forçant à nouveau à déserter les îles. Elle échappe de peu à la capture, en s'enfuyant vers la Baixa de Cassange avec à peine quelques centaines de ses hommes.
Désespérée, Nzinga s'allie au groupe imbangala du Cassange, qui la contraint de renoncer à sa royauté. Elle parvient toutefois à gagner les faveurs d'un de ses alliés, connu plus tard sous le nom de Nzinga Mona ou « fils de Nzinga » et à reconstituer son armée. Grâce à son soutien, elle gagne le nord et prend le royaume de Matamba, où elle établit ses quartiers.

### Dynastie de Filipe Hari a Nongo
Filipe Ier demeure loyal au Portugal au cours des décennies suivantes, même lorsque le Portugal signe séparément un traité de paix avec Nzinga en 1639. Ses troupes constituent la plus grande part des forces portugaises employées pour conquérir la région du Dembos au nord et y consolider l'emprise portugaise. Lorsque les Pays-Bas attaquent l'Angola, Filipe fournit la majorité des forces qui défendent la colonie à Massangano mais essuye une cruelle défaite en 1647 lors de la bataille de Kombi.
À la suite de l'expulsion des Néerlandais, Filipe ne se satisfait plus de ce que le Portugal lui propose. Il s'engage dans des disputes à propos de ses subordonnés et de sa juridiction, malgré les défaites qu'il doit essuyer à Kisama et à Dembos. Son fils et successeur connait les mêmes déceptions, en particulier après le traité conclu par le Portugal en 1647 reconnaissant Nzinga en tant que reine du Ndongo et de Matamba, ne laissant que Pungo a Ndongo. Il se révolte en 1670. L'année suivante, après un long siège, sa forteresse tombe aux mains des armées portugaises, marquant la fin du Ndongo comme royaume indépendant.